# شينجي أونو
شينجي أونو (باليابانية: 小野伸二)، من مواليد 27 سبتمبر 1979 في نومازو في اليابان، لاعب كرة قدم ياباني، سبق وأن لعب مع نادي أوراوا ريد دايموندز ومنتخب اليابان لكرة القدم.
بدأ أونو مسيرته الكروية مع نادي أوراوا ريد دايموندز في عام 1998، ولعب معهم حتى عام 2001، وشارك خلال تلك الفترة ب86 مباراة وسجل 20 هدف، وفي عام 2001 انتقل إلى نادي فيينورد الهولندي، ولعب معه لمدة خمسة مواسم، وشارك خلالها ب83 مباراة وسجل 19 هدف وفي عام 2006 عاد إلى نادي أوراوا ريد دايموندز.
لعب أونو مع منتخب اليابان لكرة القدم منذ عام 1998، وشارك في كأس العالم لكرة القدم 1998 وكأس العالم لكرة القدم 2002 وكأس العالم لكرة القدم 2006، وقد اختير في عام 2002 كأفضل لاعب في آسيا.

### اعتزاله
في 3 ديسمبر 2023 اعتزل كرة القدم منهياً مسيرة جعلته أول لاعب ياباني يفوز بلقب أحد المسابقات الأوروبية.

## روابط خارجية
- شينجي أونو على موقع الاتحاد الدولي (مؤرشف)  (الإنجليزية)
- شينجي أونو على موقع الاتحاد الأوربي (الإنجليزية)
- شينجي أونو على موقع رابطة كرة القدم اليابانية للمحترفين (اليابانية)
- شينجي أونو على موقع قاعدة بيانات كرة القدم.إي يو (الإنجليزية)
- شينجي أونو على موقع بيانات كرة القدم. دي إي (الألمانية)
- شينجي أونو على موقع ناشيونال فوتبول تيمز (الإنجليزية)
- شينجي أونو على موقع Soccerbase.com (لاعب) (الإنجليزية)
- شينجي أونو على موقع Soccerway.com (الإنجليزية)
- شينجي أونو على موقع عالم كرة القدم.نت (الإنجليزية)
- شينجي أونو على موقع كووورة